# بدوطرية
البدوطرية (الاسم العلمي: Bodotriidae) هي فصيلة من المفصليات تتبع رتبة الربيانيات المقلنسة من طائفة لينات الدرقة.

## التصنيف
- البدوطراوات
  - البدوطر